# Julen Luis Arizmendi Martínez
Julen Luis Arizmendi Martínez, nacido en los Estados Unidos el 5 de julio de 1976. Es un Gran Maestro Internacional de ajedrez español. Figura como número 9 de España en la lista de agosto de 2012 de la FIDE, con un ELO de 2552.
Consiguió el título de GM en 2004.

## Resultados destacados en competición
Julen quedó 2º en el XVII Open Internacional Ciudad de Jaén, España, tras el ganador Aleksa Strikovic.
Julen ganó el II Open Internacional "Ciutat de Xativa".
Participó representando a España en las Olimpíadas de ajedrez de 2002 en Bled, 2004 en Calviá y 2006 en Turín y en el Campeonato de Europa de ajedrez por equipos de 2001 en León, en España B, y de 2011 en Porto Carras.
Es el campeón de España del año 2012, Julen consiguió 7,5 puntos en 9 rondas. El Campeonato de España Individual Absoluto se celebró entre el 29 de septiembre y el 7 de octubre de 2012, en San Bartolomé de Tirajana, Gran Canaria. En total participaron 131 jugadores.